# Звагельський Віктор Борисович
Зваге́льський Ві́ктор Бори́сович (22 грудня 1955 м. Суми) — філолог, історик, кандидат філологічних наук (1992), доцент (2001), почесний громадянин м. Путивль (2000). Член Національної спілки краєзнавців України, Почесний краєзнавець України (2010).

## Життєпис
Народився у сім'ї педагогів Галини Степанівни та Бориса Львовича Звагельських. У 1973 році закінчив Сумську СШ № 8, у 1982 — Кулябський педагогічний інститут, 2000 — докторантуру Інституту історії України НАН України. Служив у Радянській армії, працював на заводі, Сумському обласному телебаченні, у редакціях місцевих газет. З 1993 — викладач, доцент СумДУ.
Ініціатор і один з організаторів наукових конференцій (м. Путивль, 1986, 1988, 2000; м. Ромни, 1990).

## Наукова діяльність
Автор публіцистичних матеріалів, зокрема з питань історії та культури, охорони пам'яток. Опублікував низку пошуково-дослідницьких матеріалів про Харитоненків, Терещенків, М. О. Макаренка, О. Ф. Булата, М. Л. Ернста, П. І. Калнишевського та інших, забутих або репресованих діячів науки, культури, підприємців. Учасник міжнародних і всеукраїнських конференцій.
Автор понад 150 наукових праць. Сфера наукових інтересів — історія, література, історіографія Київської Русі. Розробив типологію перекладів «Слова о полку Ігоревім» сучасними українською та російською мовами. Локалізував стародавні шляхи: Кончаківський, Лосицький, Поле; низку середньовічних бродів на Середньому Сеймі; зони русько-половецького порубіжжя: Шеломянь та «у Переяславля». Дослідник історично-географічних реалій походу Ігоря Сіверського. Начальник археологічних експедицій (м. Глухів, 1992—1993; м. Конотоп, 1997–1999; м. Кролевець, 2000). Відкрив два давньоруські поселення (м. Конотоп, м. Кролевець), спільно з Л. І. Бєлінською — 10 в Середньому Посейм'ї.
Член редколегій журналу «Краєзнавство», книги «Реабілітовані історією»; головний редактор «Енциклопедії Сумщини», журналу «Сумська старовина», відповідальний редактор наукового збірника «Словознавство».

## Відзнаки
- Лауреат Всеукраїнського конкурсу любительських фільмів (1989).
- Почесна відзнака «Конотопська берегиня» (1998).
- Диплом та Почесна відзнака «Золота Ярославна» (2000).
- Почесний краєзнавець України (2010)
- Лауреат Премії імені академіка Петра Тронька Національної спілки краєзнавців України (2014).